# Incrustație
Tehnică folosită în cadrul ornamentației ceramicii. Prin incrustație se înțelege acoperirea adânciturilor realizate pe suprafața unui vas ceramic în alte tehnici ca de exemplu: incizie, impresiune, cu o substanță în general albă realizată din materii organice (oase măcinate de exemplu). În unele cazuri la ceramica preistorică incrustația nu s-a pastrat pănâ în zilele noastre datorită acidității solurilor.